# Mladen Mateljan
Mladen Mateljan je umirovljeni hrvatski televizijski i novinski novinar i scenarist dokumentarnih filmova.
U drugoj polovici 1960-ih uređivao je studentski list Studentsku i omladinsku tribinu.
Bio je suradnikom Radija Splita, TV centra Split, suradnikom je Slobodne Dalmacije od 1959. godine a HTV-a od 1974. godine. Dva je desetljeća vodio tiskovnu službu Splitskog festivala.
Tvorcem je poznate emisije HTV-a (ondašnje TV Zagreb) More, autorom reportaža emisije Nedjeljno popodne Saše Zalepugina i dr.
Redatelj je videa "I palača rodi grad".

## Djela
- knjige
- Brod na dlanu: 10 godina Split Ship Managementa, 2004. (suautor Slobodan Paparella, slike Vasko Lipovac)
- Suza uja, zrno soli: tisućljeće ribarstva u Hrvata za stoljeće sardine (suautori: Ljubomir Kučić, stihove je napisao Jakša Fiamengo, fotografije Ivo Pervan, podvodne fotografije Božo Vukičević, Joško Bojić), 2007.
- Uhvati val: petnaest godina Split Ship Managementa  (fotografije Ivo Pervan), 2009.
- More – baš kao jučer, 2011.
- scenariji
- Duboko plavo (nagrada za najbolji scenarij na 12. Međunarodnom festivalu turističkog filma i ekologije ITF '2009 CRO.[1]
- Jedan otok, jedna žena (o otoku Svetcu i njegovoj jedinoj stanovnici)